# Кугач, Иван Михайлович
Иван Михайлович Кугач (род. 21 декабря 1972 года, Москва, РСФСР, СССР) — российский художник, член-корреспондент РАХ (2023).

## Биография
Родился 21 декабря 1972 года в Москве в семье художника, живёт и работает в Вышнем Волочке Тверской области.
В 1990 году — окончил Московское художественное училище памяти 1905 года, в 1997 году — окончил Московский художественный институт имени В. И. Сурикова, мастерская профессора В. Н. Забелина.
С 1998 года — член Московского союза художников.
В 2014 году — избран почётным членом, в 2023 году — избран членом-корреспондентом Российской академии художеств от Отделения живописи.

### Семья
- дед — советский живописец, народный художник СССР, академик Академии художеств СССР Юрий Петрович Кугач (1917—2013)
- отец — заслуженный художник России, академик Академии художеств России Михаил Юрьевич Кугач (род. 1939)

## Творческая деятельность
Основные живописные произведения: «Осень» (1997, холст, масло, 120*145), «Осень. Стадо» (2015, холст, масло, 50*116), «На кухне» (2003, холст, масло, 115*80), «Лето» (2000, холст, масло, 100*120), «Антикварная лавка» (2005, холст, масло, 70*140), «Старый рецепт» (2006, холст, масло, 102*81), «Хозяин Коленька» (2016, холст, масло, 120*140), «Окна либерализма. На селе» (2020, холст, масло, 180*140), «Русская драма. Нашествие. Борщевик» (2022, холст, масло, 125*250), «Окна либерализма. История одного завода 2» (2022, холст, масло, 180*140).
Произведения представлены в собрании Вологодской областной картинной галереи, Вышневолоцкого краеведческого музея имени Г. Г. Монаховой, Народной картинной галереи посёлка Солнечный, Музея пейзажа (Плёс), а также в частных коллекциях в частных коллекциях России и за рубежом.
Участник выставок с 1993 года, в том числе: «Родная земля» в Центральном доме художника (Москва, 1995), «Тихая моя Родина» в Центральном выставочном зале Вологодской областной картинной галереи (2016), «Времен связующая нить» династии художников Кугачей в Галерее пейзажа имени Е .И. Зверькова (Тверь, 2017), «Судьба человека. Семья художников: Кугачи» в Музее пейзажа (Плёс, 2019).
Персональные выставки: в Центральном доме художника (Москва, 1999), Вышневолоцком краеведческом музее имени Г. Г. Монаховой (2020).